# Малое Зарослое
Малое Зарослое — деревня в Белозерском районе Курганской области. Входит в состав Зарослинского сельсовета.

## История
До 1917 года входила в состав Мендерской волости Курганского уезда Тобольской губернии. По данным на 1926 год деревня Мало-Зарослая состояла из 103 хозяйств. В административном отношении входила в состав Зарослинского сельсовета Белозерского района Курганского округа Уральской области.

## Население
| 1782 | 1912 | 1926 | 1989 | 2002 | 2010 |
| ---- | ---- | ---- | ---- | ---- | ---- |
| 52   | ↗427 | ↗498 | ↘185 | ↘148 | ↘98  |

По данным переписи 1926 года в деревне проживало 498 человек (228 мужчин и 270 женщин), в том числе: русские составляли 100 % населения.